# Pseudoedaspis decorata
Pseudoedaspis decorata är en tvåvingeart som först beskrevs av Blanchard 1852.  Pseudoedaspis decorata ingår i släktet Pseudoedaspis och familjen borrflugor. Inga underarter finns listade i Catalogue of Life.